# 淑徽公主
淑徽公主（しゅくきこうしゅ、スクフィコンジュ、숙휘공주、崇徳元年2月17日（1642年3月17日） - 康熙36年10月27日（1696年11月21日））は、李氏朝鮮第17代国王孝宗と仁宣王后の娘。第18代国王顕宗の同母妹。第19代国王粛宗の叔母。

## 生涯
1642年3月17日、孝宗の四女として誕生。父が1649年に王として即位したことに伴い、同年に公主に封じられた。1653年に12歳で寅平尉　鄭齊賢（チョン・チェヒョン）と結婚。夫との間に息子である鄭台一（チョン・テイル）を儲けたが、夫と息子に先立たれてしまう。そのため、養子を迎えた。
晩年、彼女が病がちになると、甥の粛宗が見舞いに来ていた。1696年、54歳で逝去。

## 家族
- 父: 孝宗（1619年 - 1659年）
- 母: 仁宣王后張氏（1619年 - 1674年）- 新豊府院君張維の娘
  - 姉:淑慎公主（朝鮮語版）（1634年 - 1645年）
  - 姉:淑安公主（1636年 - 1697年）- 洪得箕正室
  - 姉:淑明公主（朝鮮語版）（1640年 - 1699年）- 沈益顕正室
  - 兄:顕宗 李棩（1641年 - 1674年）- 李氏朝鮮第18代国王
  - 妹:淑静公主（朝鮮語版）（1645年 - 1668年）- 鄭載崙正室
  - 妹:淑敬公主（朝鮮語版）（1648年 - 1671年）- 元夢鱗（朝鮮語版）正室
  - 義姉:義順公主（1635年 - 1662年）- 錦林君 李愷胤の娘。睿親王（中国語版）ドルゴン嫡福晋（正室）（中国語版）[2]
  - 他、王子2人があったがいずれも夭折。
- 夫:鄭齊賢（チョン・チェヒョン、1642年 - 1662年）
  - 長男:鄭獜祥(チョン・インサン) 夭逝
  - 次男:鄭台一（チョン・テイル、1661年 - 1685年）
  - 嫁：徳水李氏
  - 養子：鄭健一(チョン・ゴンイル) 齊賢の従甥にあたる。
  - 長女：夭逝

## 登場作品
- 『馬医』（2012年-2013年、MBC、演：キム・ソウン）